# Elezioni parlamentari in Montenegro del 2012
Le elezioni parlamentari in Montenegro del 2012 si tennero il 14 ottobre.

## Risultati
| Liste                                                 | Voti    | %     | Seggi |
| ----------------------------------------------------- | ------- | ----- | ----- |
| Coalizione per un Montenegro Europeo (DPS - SDP - LP) | 165 380 | 46,33 | 39    |
| Fronte Democratico (NSD - PzP - DSJ)                  | 82 773  | 23,19 | 20    |
| Partito Popolare Socialista del Montenegro            | 40 131  | 11,24 | 9     |
| Montenegro Positivo                                   | 29 881  | 8,37  | 7     |
| Partito Bosgnacco                                     | 15 124  | 4,24  | 3     |
| Unità Serba (NS - SL - SRS - OSS - DCB)               | 5 275   | 1,48  | –     |
| Per l'Unità (NDS - AKP)                               | 5 244   | 1,47  | 1     |
| Coalizione Albanese (DS - DP - AA)                    | 3 824   | 1,07  | 1     |
| Alleanza Nazionale Serba (DSS - SSR)                  | 3 085   | 0,86  | –     |
| Unione Democratica degli Albanesi                     | 2 848   | 0,80  | –     |
| Iniziativa Civica Croata                              | 1 470   | 0,41  | 1     |
| Insieme (JKP - SPISP)                                 | 1 384   | 0,39  | –     |
| Lega della Gioventù Albanese                          | 531     | 0,15  | –     |
| Totale                                                | 356 950 | 100   | 81    |